# Pasivní síťový prvek
Pasivní síťový prvek (anglicky Passive Networking Component) je pojmem v oboru informačních technologií. Jedná se o síťový prvek, který data v síti (typicky Ethernet) pouze přenáší bez jakékoliv další modifikace či jiného zásahu. Většinu pasivních síťových prvků tvoří kabely, dále jejich spojky, rozvaděče, koncovky či zásuvky. Pasivní síťové prvky jsou mechanickými částmi sítě a samy o sobě proto nespotřebovávají žádnou elektrickou energii.
Odlišit od pasivních síťových prvků je třeba prvky bezdrátové sítě, které v některých případech mohou plnit obdobnou funkci.

## Příklady
Typickým zástupcem jsou kabely, jejichž základním parametrem je přenosová rychlost a dělí se na:
- metalické – přenos probíhá pomocí kovového vodiče, jde o koaxiální kabel a tzv. kroucenou dvojlinku;
- optické – přenos je zprostředkován světelnými impulsy ve světlovodivých vláknech, dále děleny na jedno- a mnohovidové.

Mezi pasivní prvky sítí dále patří:
- konektory
- přenosová média
- spojky
- zásuvky
- rozvaděče